# Хаберландт, Фридрих
Фридрих Ха́берландт (Га́берландт) (нем. Friedrich Haberlandt, 21 февраля 1826, Пресбург, Австрийская империя — 1 мая 1878, Вена, Австро-Венгрия) — австрийский натуралист (ботаник, зоолог, почвовед) и агроном

, известен в первую очередь как физиолог растений. Отец Готлиба и Михаэля Хаберландтов.

## Биография
Фридрих Хаберландт родился 21 февраля 1826 года в Пресбурге (сейчас — Братислава) в семье простого торговца. После окончания протестантского лицея поступил в юридическую академию в Пресбурге, в которой учился два года, однако затем решил посвятить себя наукам, связанным с сельским хозяйством. Год он занимался практикой в Венгрии, а затем два года учился в сельскохозяйственной школе (частном высшем учебном заведении) в городе Мошоне (сейчас — Мошонмадьяровар, Венгрия), в которой получил как фундаментальные, так и технические знания; окончил её в 1849 году. В 1850 году эта школа стала государственным учреждением. В учебном году 1850/1851 года был ассистентом профессора агрохимии, затем его адъюнктом, в 1854 году был назначен профессором сельского хозяйства. На этой должности он оставался до 1869 года, занимаясь как практическими, так и фундаментальными исследованиями, особенно в области ботаники (в том числе физиологией растений) и зоологии. В этот период им было опубликовано большое число статей на сельскохозяйственные темы, затрагивающие в том числе вопросы почвоведения, акклиматизации, вымерзания растений; несколько статей было посвящено выращиванию кукурузы.
На его статьи, посвящённые разведению тутового шелкопряда, обратило внимание правительство — и в 1869 году ему было поручено создание и руководство исследовательской станцией по разведению шелкопряда в Гориции, которая в тот период входила в состав Австро-Венгрии (сейчас — Италия). Он пробыл на этой должности три года и достиг значительного успеха.
С 1872 года — профессор ботаники в Высшей сельскохозяйственной школе в Вене (сейчас — Университет природных ресурсов и прикладных наук). Хотя он здесь и преподавал, в большей степени занимался исследовательской работой; в частности, был одним из первых, кто исследовал вопрос выращивания новой для Австро-Венгрии культуры — сои.
Он обладал отменным здоровьем, однако после отдыха, который он провёл в 1877 году в горах, совершая большие пешие походы, у него образовалась опухоль на бедре. В апреле 1878 года была проведена операция, однако вскоре после неё, 1 мая 1878 года, он скончался.

## Вклад в науку
Основные научные работы посвящены вопросам растениеводства: фазам развития (онтогенезу) сельскохозяйственных растений, роли физических факторов в их развитии, защите растений от вредителей, акклиматизации и почвоведению. Автор работ по искусственному орошению и шелководству.
Проблемы земледелия и растениеводства Хаберландт исследовал с позиций физики и физиологии растений — такой подход сильно отличался от господствовавшего в то время в агрономии химического направления. Он изучал влияние на растения внешних факторов, показал зависимость влагоудерживающей способности почвы от температуры, установил причины вымерзания растений.
В Энциклопедическом словаре Брокгауза и Ефрона (1892) работа Хаберландта Allgemeiner landwirthschaftlicher Pflanzenbau была названа одним из лучших сочинений по общему растениеводству. Этот двухтомник, впервые изданный в 1880 году, был в 1883 году издан на русском языке в переводе В. И. Ковалевского под названием «Общее сельскохозяйственное растениеводство».

## Личная жизнь
Оба сына Фридриха Хаберландта стали известными учёными: Готлиб Хаберландт (1854—1945) пошёл по стопам отца, став ботаником и физиологом растений; Михаэль Хаберландт (1860—1940) стал этнографом.